# Georgette Dupouy
Georgette Dupouy (* 19. Dezember 1901 in Paris; † 13. April 1992 in Dax) war eine französische Malerin, die für ihre Stillleben und Landschaften bekannt wurde.

## Leben
Georgette Yvonne Guillon wurde im 14. Arrondissement von Paris geboren. Am 2. Februar 1924 heiratete sie Étienne Dupouy in Sartrouville; das Paar lebte zunächst am Boulevard de Grenelle in Paris. Georgette Dupouy begann ihre künstlerische Laufbahn in den 1920er Jahren. 1935 ziehen sie nach Dax in das Viertel Saubagnac, wo sie ein von Étiennes Großvater erworbenes Anwesen beziehen. Nach diesem Umzug unterbricht sie ihre künstlerische Tätigkeit für sieben Jahre, um sich der Landwirtschaft zu widmen. Erst 1942 nimmt Georgette Dupouy ihre Malerei wieder auf. 1943 lernt sie Maurice Utrillo kennen, der ihre Malweise mit der seiner Mutter Suzanne Valadon vergleicht.
Georgette Dupouy war mit vielen berühmten Künstlern ihrer Zeit bekannt, darunter Louis Toffoli, Joan Miró, Salvador Dalí, Pablo Picasso, Pierre-Auguste Renoir, Jean-Baptiste Camille Corot und Marc Chagall. Kritiker wie Jacques Richard von L'Aurore und Robert Vrinat vom Le Figaro lobten ihr Werk über Jahrzehnte. Nach dem Ableben ihres Mannes 1961 lebte sie bis zu ihrem Tod 1992 in Dax.

## Werk
Georgette Dupouys erstes bekanntes Werk ist ein Blumenstillleben in Pastell aus dem Jahr 1923, gefolgt von einem Selbstporträt aus dem Jahr 1924. Ihre erste Ausstellung fand im Juli und August 1926 in Dax statt. 1942 eröffnete Georgette Dupouy ihr Atelier in Dax. Im selben Jahr lernte sie Maurice Utrillo kennen, der drei ihrer Gemälde erwarb und ihre Arbeit förderte. So war es ihr möglich, im Januar 1944 in Bordeaux 24 Werke auszustellen, gefolgt von Ausstellungen in Clermont-Ferrand und im Dezember desselben Jahres in Dax. 1954 stellte sie in Paris aus. Der Kunsthistoriker Bernard Dorival beschrieb ihre Technik, die eine besondere Lichtwirkung und Farbbrillanz erzeugt.
Ihre Werke befinden sich in mehreren öffentlichen Sammlungen, u. a: Musée Édith-Piaf (Paris): Portrait d’Édith Piaf (1975), Musée de la Chasse et de la Nature (Paris), Musée Louis-Vouland (Avignon).